# Vilson Dias de Oliveira
Vilson Dias de Oliveira DC (* 26. November 1958 in Guaíra, Paraná) ist ein brasilianischer Ordensgeistlicher und emeritierter römisch-katholischer Bischof von Limeira.

## Leben
Vilson Dias de Oliveira trat der Ordensgemeinschaft der Doktrinarier bei, legte am 2. Februar 1978 die Profess ab und empfing am 22. April 1984 die Priesterweihe.
Papst Benedikt XVI. ernannte ihn am 13. Juni 2007 zum Bischof von Limeira. Der Erzbischof von Aparecida, Raymundo Damasceno Assis, spendete ihm am 1. September desselben Jahres die Bischofsweihe; Mitkonsekratoren waren Antônio Carlos Altieri SDB, Bischof von Caraguatatuba, und José Alves da Costa DC, Altbischof von Corumbá. Die Amtseinführung im Bistum Limeira fand am 15. September 2007 statt.
Am 17. Mai 2019 nahm Papst Franziskus seinen Rücktritt als Bischof von Limeira an.